# Mersevát
Mersevát là một thị trấn thuộc hạt Vas, Hungary. Thị trấn này có diện tích 10,54 km², dân số năm 2010 là 572 người, mật độ 54 người/km².